# شانتوی
شانتوی (انگلیسی: Shantui) شرکت صنایع سنگین چینی است، که در سال ۱۹۸۰ تأسیس شد.